# Авриль, Жанна
Жа́нна Аври́ль (фр. Jane Avril, настоящее имя Жанна Бодон, 31 мая 1868, Бельвиль — 16 января 1943, Париж) — танцовщица канкана в парижском кабаре «Мулен-Руж», модель художника Анри Тулуз-Лотрека.

## Биография
Как и её предшественница в Мулен Руж Ла Гулю, она начала свою карьеру в шестнадцать лет. Ей предшествовали ужасные годы детства — её отец, итальянский дворянин, маркиз Луиджи Фонтана оставил мать, даму полусвета, известную как «La Belle Elise» сразу после рождения Жанны. До девяти лет девочка воспитывалась у бабушки и дедушки по отцовской линии, но после перешла под опеку матери, которая жестоко ее избивала. Не выдержав побоев, 13-летняя Жанна сбегает из дома, и в конце концов оказывается в больнице Сальпетриер с двигательным расстройством «пляска святого Витта» (хореей). Под присмотром доктора Жана Мартена Шарко она проходила различные виды лечения и утверждала в своей биографии, что, когда впервые станцевала на больничном балу-маскараде для сотрудников и пациентов, то исцелилась.
В 16 лет Жанна Авриль, никогда до этого не бравшая уроки танцев, начинает свою танцевальную карьеру выступлением с импровизациями на темы вальсов в ресторане «Бале Бульер».
«Мне хотелось жизни, быть любимой, быть счастливой» вспоминала она впоследствии эти годы.
Жанна знакомится с внуком Уильяма Вордсворта, поэтом Робертом Шерардом, который придумывает ей англизированный по тогдашней моде сценический псевдоним «Джейн Авриль».
В 1889 году Жанна работает кассиром на Парижской всемирной выставке, но после закрытия экспозиции девушке приходится искать новую работу, и она становится участницей представления «Верховая красавица» на парижском ипподроме.
В это же время Жанна начинает посещать танцевальные залы на Монмартре, где 6 октября 1889 с помпой открывается кабаре «Мулен Руж». Визитной карточкой нового заведения становится оригинальная (натуральная) кадриль, которую вскоре переименуют во «французский канкан». На открытии «Мулен Руж» Жанна выступает с сольным номером и наряду с Ла Гулю становится необычайно популярной.
В отличие от Ла Гулю, Жанна танцевала без партнера, полностью отдаваясь во власть музыки и ритма. Чрезвычайно худая, «из-за резких движений и внезапных рывков», она получила прозвище «Мелинит».
Английский драматург и литературный критик Артур Саймонс писал, что Жанна Авриль обладала «красотой падшего ангела. Она была экзотической и возбуждающей, болезненной и мрачной, резкой и жгучей как перец; пленница настроений и страстей».
Благодаря покровительству импресарио и шоумена Шарля Зидлера, слава Жанны начала распространяться за пределы Франции. Именно она, в начале XX века, вводит моду на канкан в крупных европейских столицах.
Интеллектуальная и чувствительная, Жанна Авриль посещает литературные и художественные кружки. Муза Анри де Тулуз-Лотрека, чьим талантом она восхищается, она дружит с Мистангетт, Жорисом Карлом Гюисмансом, Морисом Барресом, Огюстом Ренуаром, Альфонсом Алле, который хочет на ней жениться, и другими.
Слава танцовщицы выходит далеко за пределы «Мулен Руж». Жанна играет в Фоли-Бержер роль Пьеро в балете-пантомиме. Посещает с гастролями Англию. Осенью 1900 года Жанна отправляется на гастроли, выступая в Клермон-Ферране, Ницце, Лионе, затем направляется в Женеву, в Брюссель и Россию.
В 1911 году Жанна выходит замуж за художника и рисовальщика Мориса Биа, покидает сцену и живет в городке Жуи-ан-Жозас до смерти Биа в 1926 году . За это время она выходит на сцену только на благотворительных мероприятиях в пользу раненных солдат, организованных  в годы Первой мировой войны.
Жанна живет на пенсию в шестьсот франков, которую ей выплачивают ее друзья. В 1933 году парижская газета «Midi» публикует ее мемуары.
В 1935 году, на вечере памяти Тулуз-Лотрека, 67-летняя Жанна Авриль в последний раз танцует на сцене вместе с актером Максом Дирли.
Умерла в доме престарелых, куда была устроена в 1942 году хлопотами Саша Гитри.
Похоронена на кладбище Пер-Лашез.
- Жанна Авриль, афиша Тулуз-Лотрека, 1893
- Тулуз-Лотрек. Жанна Авриль, 1892
- Тулуз-Лотрек. Жанна Авриль 1892
- Жанна Авриль покидает Мулен-Руж 1892
- Тулуз-Лотрек. Жанна Авриль на рекламном плакате (крайняя слева) 1896
- Тулуз-Лотрек. Жанна Авриль, 1899
- Филип Клейн. Жанна Авриль 1898

## Память
В художественном фильме Джона Хьюстона Мулен Руж (1952) роль Жанны Авриль исполнила Жа Жа Габор; в фильме База Лурмана Мулен Руж! (2001) — Николь Кидман. Она — одна из героинь романа Пера Энквиста Книга о Бланш и Мари (2004).